# 陳英麟
陳英麟，OBE，JP（1950年10月6日—）祖籍廣東新會，生於香港。1982年香港區議會選舉中當選為東區區議員。1985年自動當選。1988年再次當選區議員。1983年起獲委任為立法局議員。1988年香港立法局選舉中當選為港島東議員。1991年香港立法局選舉中落選。
陳英麟在筲箕灣的寮屋區成長，然後從文理書院（香港）（1967年中五、1969年中七）及香港大學畢業，畢業後在生力啤酒公司工作，任職至公共關係經理。1982年當選香港十大傑出青年。

## 外部連結
- 立法局/立法會議員資料庫 （页面存档备份，存于）